# Arnaud Gonzalez
Arnaud Gonzalez (Digione, 24 agosto 1977) è un ex calciatore francese, di ruolo attaccante o centrocampista.

## Palmarès

### Club

#### Competizioni nazionali
- Coppa di Francia: 2

Auxerre: 2002-2003, 2004-2005

#### Competizioni internazionali
- Coppa Intertoto UEFA: 1

Auxerre: 1997

### Individuale
- Capocannoniere della Coupe de la Ligue: 1

2005-2006 (3 reti)